# Margherita di Waldeck
Margherita di Waldeck (1533 – Bruxelles, 15 marzo 1554) è stata una nobildonna tedesca.
Era la figlia di Filippo IV, conte di Waldeck-Wildungen (1493–1574), e della sua prima moglie, Margherita (1500–1537), figlia di Edzardo I, conte della Frisia orientale. Secondo la teoria di uno storico potrebbe essere stata di ispirazione per la fiaba di Biancaneve.

## Biografia
Secondo i documenti della città di Bad Wildungen era famosa per la sua bellezza. Dal 1539 ebbe una matrigna molto severa, Caterina di Hatzfeld (1510–1546), e forse subito dopo Margherita fu allevata a Weilburg alla corte di Filippo III di Nassau-Weilburg. (mistero irrisolto, dato che era figlia di Filippo IV. Biancaneve aveva il potere di far tornare al conte precedente)
Nel 1545 viaggiò attraverso la Siebengebirge ("sette colli") per vivere con il fratello di sua madre Giovanni I (1506-1572) al castello di Valkenburg, nell'attuale Limburgo nei Paesi Bassi. Nel 1549, suo padre la mandò a Bruxelles alla corte di Maria d'Ungheria, governatrice dei Paesi Bassi asburgici e sorella dell'imperatore Carlo V. La presenza di Margherita alla corte era in parte volta a migliorare i rapporti di suo padre con l'imperatore e aiutare la liberazione di Filippo I, langravio d'Assia, che era stato imprigionato a Bruxelles per il suo ruolo nella guerra di Smalcalda.
La situazione alla corte era complicata poiché diverse personalità di alto rango si stavano battendo per Margherita, incluso il conte di Egmont. Il figlio di Carlo V, il principe ereditario Filippo, arrivò alla corte di sua zia nel 1549. La tradizione vuole che abbia perseguitato Margherita durante i pochi mesi in cui fu lì, anche se non ci sarebbe mai potuta essere una relazione ufficiale, poiché ella era di fede luterana. Tre lettere superstiti di Margherita a suo padre mostrano che la sua salute peggiorò costantemente negli anni seguenti; morì all'età di 21 anni nel marzo 1554. Le cronache di Waldeck insinuano che sia stata avvelenata.

## Fiction
Eckhard Sander, nel suo libro Schneewittchen: Märchen oder Wahrheit?, ha affermato che la vita di Margherita è stata l'ispirazione per la storia di Biancaneve. Tuttavia, poiché la seconda moglie di suo padre morì nel 1546 ed egli si risposò di nuovo solo nell'ottobre del 1554, la sua matrigna non fu sospettata nel caso di avvelenamento. Il padre di Margherita possedeva diverse miniere di rame; la maggioranza dei lavoratori erano bambini, e il leggendario riferimento ai sette nani è suggerito come relativo al lavoro minorile nella miniera. La residenza dei sette nani è stata suggerita essere l'ex villaggio minerario di rame  di Bergfreiheit, oggi un distretto di Bad Wildungen che chiama se stesso Schneewittchendorf (villaggio di Biancaneve). Come i nani della fiaba, i bambini lavoratori vivevano in gruppi di circa 20 persone in una casa singola. La teoria è stata comunque confutata da altri storici e folcloristi.

## Ascendenza
|                                   |                                 |                                 | Genitori                 |  |  | Nonni |  |  | Bisnonni                            |  |  | Trisnonni            |  |
|                                   |                                 |                                 |                          |  |  |       |  |  | Filippo I, conte di Waldeck-Waldeck |  |  | Volrado I di Waldeck |  |
|                                   |                                 |                                 |                          |  |  |       |  |  | Filippo I, conte di Waldeck-Waldeck |  |  | Volrado I di Waldeck |  |
|                                   |                                 | Barbara di Wertheim             |                          |  |  |       |  |  | Filippo I, conte di Waldeck-Waldeck |  |  |                      |  |
| Enrico VIII di Waldeck            |                                 |                                 |                          |  |  |       |  |  | Filippo I, conte di Waldeck-Waldeck |  |  |                      |  |
|                                   |                                 | Giovanna di Nassau-Dillenburg   | Giovanni IV di Nassau    |  |  |       |  |  |                                     |  |  |                      |  |
|                                   |                                 | Giovanna di Nassau-Dillenburg   | Giovanni IV di Nassau    |  |  |       |  |  |                                     |  |  |                      |  |
|                                   |                                 | Giovanna di Nassau-Dillenburg   | Maria di Loon-Dillenburg |  |  |       |  |  |                                     |  |  |                      |  |
| Filippo IV di Waldeck             |                                 | Giovanna di Nassau-Dillenburg   |                          |  |  |       |  |  |                                     |  |  |                      |  |
|                                   |                                 | Guglielmo II, signore di Runkel | …                        |  |  |       |  |  |                                     |  |  |                      |  |
|                                   |                                 | Guglielmo II, signore di Runkel | …                        |  |  |       |  |  |                                     |  |  |                      |  |
|                                   |                                 | Guglielmo II, signore di Runkel | …                        |  |  |       |  |  |                                     |  |  |                      |  |
| Anastasia di Runkel               |                                 | Guglielmo II, signore di Runkel |                          |  |  |       |  |  |                                     |  |  |                      |  |
|                                   |                                 | Ermengarda di Rollingen         | …                        |  |  |       |  |  |                                     |  |  |                      |  |
|                                   |                                 | Ermengarda di Rollingen         | …                        |  |  |       |  |  |                                     |  |  |                      |  |
|                                   |                                 | Ermengarda di Rollingen         | …                        |  |  |       |  |  |                                     |  |  |                      |  |
| Margherita di Waldeck             |                                 | Ermengarda di Rollingen         |                          |  |  |       |  |  |                                     |  |  |                      |  |
|                                   | Ulrico I della Frisia orientale | Enno Edzardisna                 |                          |  |  |       |  |  |                                     |  |  |                      |  |
|                                   | Ulrico I della Frisia orientale | Enno Edzardisna                 |                          |  |  |       |  |  |                                     |  |  |                      |  |
|                                   | Ulrico I della Frisia orientale | Gela di Manslagt                |                          |  |  |       |  |  |                                     |  |  |                      |  |
| Edzardo I della Frisia orientale  | Ulrico I della Frisia orientale |                                 |                          |  |  |       |  |  |                                     |  |  |                      |  |
|                                   |                                 | Theda Ukena                     | Udo Fockena              |  |  |       |  |  |                                     |  |  |                      |  |
|                                   |                                 | Theda Ukena                     | Udo Fockena              |  |  |       |  |  |                                     |  |  |                      |  |
|                                   |                                 | Theda Ukena                     | Attena von Dornum Hebe   |  |  |       |  |  |                                     |  |  |                      |  |
| Margherita della Frisia orientale |                                 | Theda Ukena                     |                          |  |  |       |  |  |                                     |  |  |                      |  |
|                                   |                                 | …                               | …                        |  |  |       |  |  |                                     |  |  |                      |  |
|                                   |                                 | …                               | …                        |  |  |       |  |  |                                     |  |  |                      |  |
|                                   |                                 | …                               | …                        |  |  |       |  |  |                                     |  |  |                      |  |
| Elisabetta di Rietberg            |                                 | …                               |                          |  |  |       |  |  |                                     |  |  |                      |  |
|                                   |                                 | …                               | …                        |  |  |       |  |  |                                     |  |  |                      |  |
|                                   |                                 | …                               | …                        |  |  |       |  |  |                                     |  |  |                      |  |
|                                   |                                 | …                               | …                        |  |  |       |  |  |                                     |  |  |                      |  |
|                                   |                                 | …                               |                          |  |  |       |  |  |                                     |  |  |                      |  |